# Ђорђе Милачић
Ђорђе (Захарија) Милачић (Бела Вода, 19. април 1888 — Београд, 6. децембар 1962) био је српски пуковник. Двоструки је носилац Карађорђеве звезде са мачевима.

## Биографија
Рођен је 19. априла 1888. године у Белој Води. Био је један од најхрабријих и најпожртвованијих официра Гвозденог пука у којем се борио у свим ратовима од 1912. до 1918. године. двостурки је витез официрског ордена Карађорђеве звезде са мачевима. Као питомац Војне академије, са чином поднаредника кренуо је у Први балкански рат. Пррославио се као извиђач и диверзант. По завршетку рата унапређен је у чин потпоручника и одликован је медаљом за храброст. У Другом балкасном рату је као потпоручник командовао водом а после масовне погибије официра и четом на Брегалници и Грленским висовима, где је чинио чуда од јунаштва и поново био одликован медаљом за храброст. За подвиге у Церској и Колубарсокј бици одликован је официрским орденом Карађорђеве звезде са мачевима 4.степена и орденом Белог орла 5.степена. Прешао је преко Албаније и на Солунском фронту је као поручник командовао чувеном 2.четом 2.батаљона, најелитнијом јединицом Гвозденог пука. Са том четом прославио се освајањем чувене коте 1212 због чега је по други пут одликован официрским орденом Карађорђеве звезде са мачевима. У његовом службеном листу је записано да је са својом четом 25. септембра 1916. године заробио једног официра и 45 непријатељских војника. У року од месец дана 4 пута је рањаван и остао је у строју са својим војницима. Рањаван је 16. и 30. октобра и 2. и 15. новембра 1915. године.
Похваљујући поручника Милачића у армијској наредби бр. 10514 од 31. маја 1917. године, командант 1. армије војвода Живојин Мишић је набрајајући његове подвиге закључио следеће:
Поручник Милачић показао је у свим борбама да је неустрашив јунак, пун енергије, јунаштва за дивљење, пожртвовања, хладнокрвности и иницијативе. Осим тога је довитљив и искусан ратник. Он може служити као пример највеће храброст и пожртвовања. Поручника Милачића за извршена дела похваљујем.
После завршетка рата, Милачић је унапређен у чин капетана а Други светски рат је дочекао као пуковник и командант пука. У априлском рату 1941. године био је заробљен и у заробљеништву је остао до 1945. године, када се враћа у Србију. Живео је у Београду, где је и умро 6. децембра 1962. године у 74. години живота.
Носилац је два официрска ордена Карађорђеве звезде са мачевима, три ордена Белог орла са мачевима, Златном и Сребрном медаљом за храброст, француским Ратним крстом са палмом и бројним другим домаћим и страним одликовањима. Био је без сваке сумње један од најистакнутијих ратника које је Топлица икада имала.
Са супругом Зориславом имао је сина Томислава и кћер Миму.